# Amphidoma caudata
Amphidoma caudata is een soort in de taxonomische indeling van de Myzozoa, een stam van microscopische parasitaire dieren. Het organisme komt uit het geslacht Amphidoma en behoort tot de familie Amphidomataceae. Amphidoma caudata werd in 1953 ontdekt door Halldal.